# Hobart International 2015
L'Hobart International 2015 è stato un torneo di tennis giocato sul cemento. È stata la 22ª edizione del torneo che fa parte della categoria International nell'ambito del WTA Tour 2015. Si è giocato al Hobart International Tennis Centre di Hobart in Australia, dall'11 al 17 gennaio 2015.

## Partecipanti

### Teste di serie
| Nazionalità | Giocatrice        | Ranking* | Testa di serie |
| ----------- | ----------------- | -------- | -------------- |
| Australia   | Casey Dellacqua   | 29       | 1              |
| Kazakistan  | Zarina Dijas      | 32       | 2              |
| Italia      | Camila Giorgi     | 33       | 3              |
| Stati Uniti | Varvara Lepchenko | 34       | 4              |
| Stati Uniti | Sloane Stephens   | 35       | 5              |
| Rep. Ceca   | Klára Koukalová   | 39       | 6              |
| Germania    | Mona Barthel      | 41       | 7              |
| Stati Uniti | Alison Riske      | 43       | 8              |
| Italia      | Roberta Vinci     | 44       | 9              |

* Ranking al 5 gennaio 2015.

### Altre partecipanti
Giocatrici che hanno ricevuto una Wild card:
- Daniela Hantuchová
- Olivia Rogowska
- Storm Sanders

Giocatrici passate dalle qualificazioni:

- Madison Brengle
- Richèl Hogenkamp
- Kateryna Kozlova
- Johanna Larsson

## Punti e montepremi
| Torneo              | Torneo              | V      | F      | SF     | QF    | 2T    | 1T    | Q  | Q3    | Q2  | Q1  |
| Singolare femminile | Punti               | 280    | 180    | 110    | 60    | 30    | 1     | 18 | 14    | 10  | 1   |
| Singolare femminile | Premi in denaro ($) | 43.000 | 21.400 | 11.300 | 5.900 | 3.310 | 1.925 | –  | 1.005 | 730 | 530 |
| Doppio femminile    | Punti               | 280    | 180    | 110    | 80    | -     | 1     | –  | –     | –   | –   |
| Doppio femminile    | Premi in denaro ($) | 12.300 | 6.400  | 3.435  | 1.820 | -     | 960   | –  | –     | –   | –   |

## Campionesse

### Singolare
Heather Watson ha battuto in finale   Madison Brengle  con il punteggio di 6-3, 6-4.
- È il secondo titolo in carriera per la Watson, il primo del 2015.

### Doppio
Kiki Bertens /  Johanna Larsson hanno battuto in finale  Vitalija D'jačenko /  Monica Niculescu con il punteggio di 7-5, 6-3.